# Église San Gottardo in Corte
L'église San Gottardo in Corte, également appelée San Gottardo a Palazzo, est une église de Milan, en Italie.

## Historique

### Les prémices
L'édifice était à l'origine une chapelle ducale, construite de 1330 à 1336 sur ordre d'Azzon Visconti, comme l'atteste une inscription sur les murs de l'église. Il fut dessiné par l'architecte Francesco Pecoraro, originaire de Crémone.
L'église était à l'origine consacrée à la Vierge, mais Azzon Visconti souffrant de la goutte, la dédia par la suite à Gothard de Hildesheim, saint-patron des victimes de cette maladie.

### La restauration de l'église

#### Une démolition extérieure
En 1770, l'intérieur fut restauré à l'époque néoclassique par Giocondo Albertolli. La façade originale de l'église présentait initialement un profil simple à double pente et trois ouvertures. Pour des raisons d'économie d'espace, la façade fut démolie au profit de la construction d'un escalier d'honneur commandé par le gouverneur autrichien de Milan, Carlo Giuseppe di Firmian avec l'autorisation de l'impératrice Marie-Thérèse d'Autriche.

#### De la démolition intérieure à la préservation du patrimoine artistique et culturel
Toujours dans le cadre de la restauration de l'église, Giocondo Albertolli voulait détruire certaines parties intérieures, notamment des oeuvres artistiques. C'est le cas particulier d'une arche funéraire d'Azzon Visconti, sculptée par Giovanni di Balduccio.
La famille Trivulzio a acquis presque tous les biens de l'église. Ainsi, de l'ornementation d'origine, subsistent notamment une partie d'une Crucifixion de Giotto, un canvas représentant Saint-Charles Borromée par Giovanni Battista Crespi, et la tombe d'Azzone Visconti.